# Sofitel Chicago Magnificent Mile
El Sofitel Chicago Magnificent Mile, anteriormente llamado Sofitel Chicago Water Tower, es un hotel en el barrio de Gold Coast Chicago, la ciudad más poblada del estado de Illinois (Estados Unidos). Es operado por la cadena de hoteles Sofitel. Fue diseñado por el arquitecto francés Jean-Paul Viguier.
El hotel abrió sus puertas en mayo de 2002 con 415 habitaciones y, una vez inaugurado, se destacó por su arquitectura de estilo francés. Tiene un borde único en forma de cuchillo en el extremo sur que se extiende 33 pies sobre la acera. Su diseño le ha valido el honor del American Institute of Architects de estar en su lista de America's Favorite Architecture.
En 2008, Expedia nombró al hotel como el mejor del mundo según las opiniones de los usuarios.
El restaurante del hotel, CDA, se llamaba originalmente Café des Architectes.